# Ullstein-Kriegsbücher
Die Ullstein-Kriegsbücher waren eine zu ihrer Zeit populäre, unkritische Buchreihe über den Ersten Weltkrieg, die im Taschenbuchformat in den Jahren von 1914 bis 1918 während des Ersten Weltkriegs im Ullstein-Verlag in Berlin herausgegeben wurde.
Die Reihe ersetzte die zwischen 1911 und 1914 im Verlag erschienene Reihe der Ullstein-Jugendbücher. Die Reihe der Ullstein-Kriegsbücher umfasste 42 Bände.

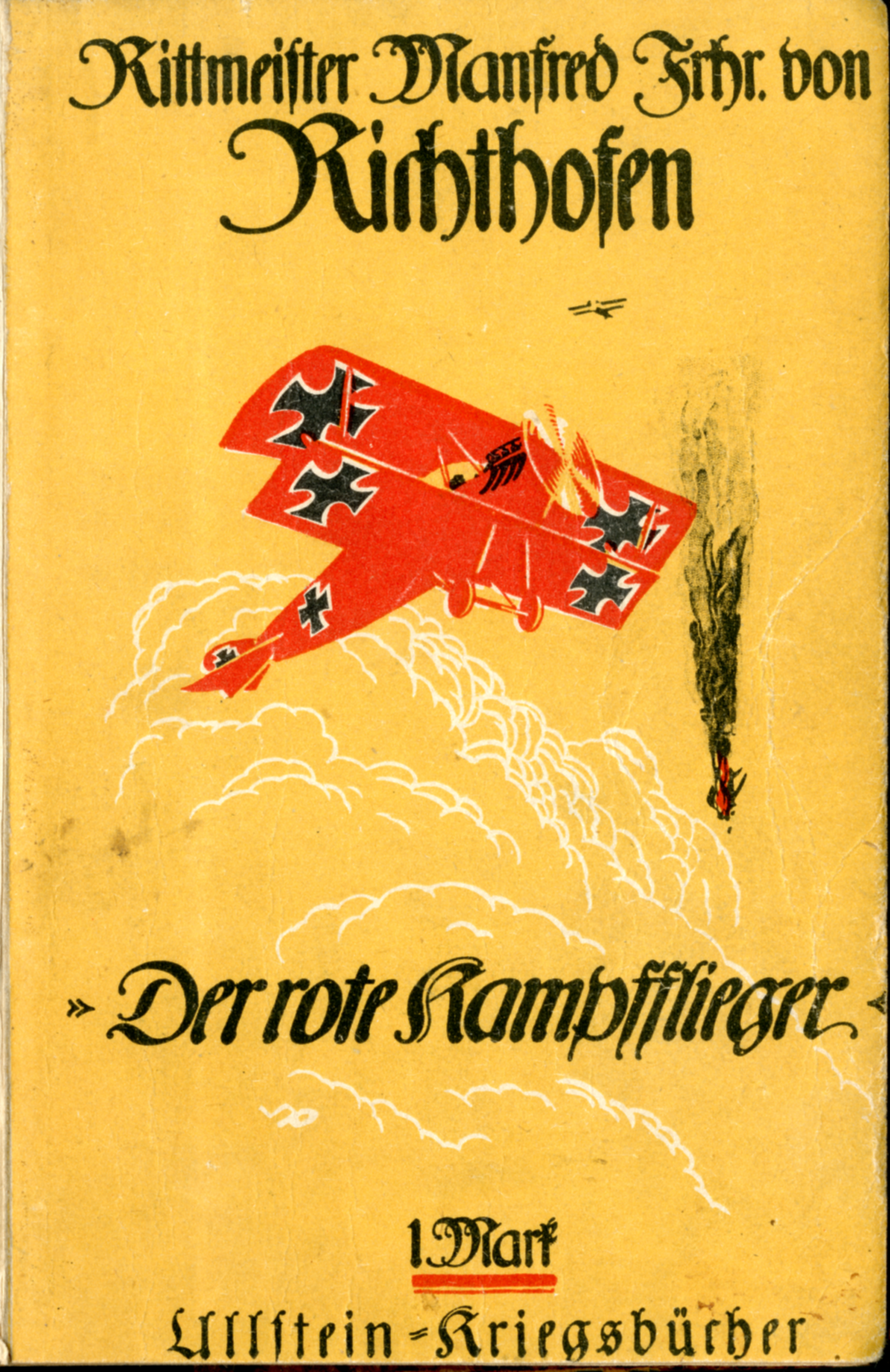
Vorderer Einband der Erstausgabe von Der rote Kampfflieger

Die Reihe umfasste beispielsweise auch Ludwig Ganghofers propagandistische Kriegsberichte (Reise zur deutschen Front, Die stählerne Mauer, Die Front im Osten, Der russische Niederbruch). Neben Berichten von Kriegsberichtserstattern (Ganghofer, Bartsch, Roda Roda, Strobl) erschienen auch Erinnerungen von Kriegshelden, wie der „berüchtigte Rote Kampfflieger“ (Sigurd Paul Scheich) von Rittmeister Manfred Freiherr von Richthofen (zum Preis von 1 Mark).
Zu den besonderen Umständen des Edition der Ullstein-Kriegsbücher wurde angemerkt: 

„Der Kriegsbeginn war nicht nur das Ende der beliebten gelben Ullstein-Bücher, sondern auch der Beginn der Ullstein-Kriegsbücher. Da durch den Krieg die Geschäftsverbindungen mit England unterbrochen waren, wurden die Bücher jetzt in der eigenen Druckerei mit einer Komplettmaschine hergestellt.“

Während der Kriegsjahre waren im Verlag auch die Reihen „Männer und Völker“ und „Die fünfzig Bücher“ entstanden.
Die folgende Übersicht erhebt keinen Anspruch auf Aktualität oder Vollständigkeit:

## Bände
- 01 An der Spitze meiner Kompagnie. Drei Monate Kriegserlebnisse. Höcker, Paul Oskar. Berlin: Ullstein, 1914[11], 267 S. Digitalisat
- 02 Kriegsfahrten eines Johanniters mit friedlichen Zwischenspielen. Zobeltitz, Fedor von. Berlin: Ullstein, 1915, 248 S.
- 03 Nach Sibirien mit hunderttausend Deutschen: vier Monate russische Kriegsgefangenschaft. Aram, Kurt [pseud.], Fischer, Hans. Berlin: Ullstein, 1915, 247 S.
- 04 Reise zur deutschen Front 1915. Ganghofer, Ludwig.	Berlin: Ullstein, 1915, 220 S.
- 05 Reise zur deutschen Front 1915. 2. Die stählerne Mauer. Ganghofer, Ludwig.
- 06 Die Front im Osten. Ganghofer, Ludwig. 1915
- 07 Die Front im Osten. 2. Der russische Niederbruch. Ganghofer, Ludwig. Berlin: Ullstein, 1915, 173 S.
- 08 Landsturm im Feuer. Wolzogen, Ernst Ludwig Freiherr von.	Berlin: Ullstein, 1915, 250 S.
- 09 Aus einer deutschen Festung im Kriege. Tovote, Heinz. Berlin: Ullstein, 1915, 248 S.
- 10 Kreuzerfahrten und U-Bootstaten. Gottberg, Otto von. Berlin: Ullstein, 1915, 214 S.
- 11 Die Helden von Tsingtau. Gottberg, Otto von.	Berlin: Ullstein, 1915, 278 S.
- 12 Meine Kriegsfahrt von Kamerun zur Heimat. Zimmermann, Emil. Berlin: Ullstein, 1915, 231 S. Digitalisat
- 13 Das deutsche Volk in schwerer Zeit. Bartsch, Rudolf Hans. Berlin: Ullstein, 1916, 249 S.
- 14 Im Auto durch Feindesland - Sechs Monate im Autopark der Obersten Heeresleitung. Grabein, Paul.	Berlin: Ullstein, 1916, 254 S.
- 15 Als U-Boots-Kommandant gegen England. Forstner, Georg-Günther Freiherr von. Berlin: Ullstein, 1916, 221 S.
- 16 Aus den Urwäldern Paraguays zur Fahne. Gedult von Jungenfeld, Wilhelm Ernst von. Berlin: Ullstein, 1916, 232 S.
- 17 Von New York nach Jerusalem und in die Wüste. Preyer, Thierry. Berlin: Ullstein, 1916, 230 S.
- 18 Der Krieg im Alpenrot. Strobl, Karl Hans. Berlin: Ullstein, 1916, 233 S.
- 19 Skagerrak!: Der Ruhmestag der deutschen Flotte. Kühlwetter, Friedrich von. Berlin: Ullstein, 1916, 131 S.
- 20 Wir Marokko-Deutschen in der Gewalt der Franzosen. Fock, Gustav; Brinkmann, Ludwig. Berlin: Ullstein, 1916, 315 S.
- 21 Die Fahrt der Deutschland. König, Paul. Berlin: Ullstein, 1916, 157 S.
- 22 Zeppeline über England. Ridder, Bernard Herman.	Berlin: Ullstein, 1916, 151 S.
- 23 Die Abenteuer des Fliegers von Tsingtau: meine Erlebnisse in drei Erdteilen. Plüschow, Gunther [Kapitänleutnant]. Berlin: Ullstein, 1916, 236 S. Digitalisat
- 24 Die Abenteuer des Ostseefliegers. Killinger, Erich. Berlin: Ullstein, 1917, 184 S.
- 25 Balkanerlebnisse eines deutschen Geheimkuriers. Reichel, Joachim von. Berlin: Ullstein, 1917, 154 S.
- 26 Als Geisel nach Sibirien verschleppt. Menczel, Philipp. Berlin: Ullstein, 1916, 231 S.
- 27 Die Fahrten der „Goeben“ im Mittelmeer.  Kraus, Theodor. Berlin: Ullstein, 1917, 152 S.
- 28 Die Fahrten der „Breslau“ im Schwarzen Meer. Dönitz, Karl. Berlin, Ullstein, 1917, 156 S.
- 29 300000 Tonnen versenkt! Meine U-Boots-Fahrten. Valentiner, Max [Kapitänleutnant]. Berlin: Ullstein, 1917, 154 S.
- 30 Der rote Kampfflieger. Richthofen, Manfred von. Berlin: Ullstein, 1917, 184 S.
- 31 Meine Flucht durchs mongolische Sandmeer. Wlad, Franz[12]. Berlin: Ullstein, 1918, 246 S.
- 32 Meine Diplomatenfahrt ins verschlossene Land. Hentig, Werner Otto von. Berlin: Ullstein, 1918, 245 S.
- 33 U 39 auf Jagd im Mittelmeer. Forstmann, Walter.	Berlin: Ullstein, 1918, 180 S.
- 34 Serbisches Tagebuch. Roda Roda, [Alexander]. Berlin: Ullstein, 1918, 250 S.
- 35 In den Sturmtagen der russischen Revolution: meine Befreiung aus russischen Kerkern. Mosler, Alexander.	Berlin: Ullstein, 1918, 184 S. Digitalisat
- 36 Ein deutscher Offizier im revolutionären Rußland: meine Fluchtabenteuer. Klinkmüller, Walter. Berlin: Ullstein, 1918, 152 S.
- 37 Im Heiligen Krieg nach Persien. Erdmann, Hugo [Oberleutnant]. Berlin: Ullstein, 1918, 187 S.
- 38 Die Erdrosselung Griechenlands. Falkenhausen, Ernst von. Berlin: Ullstein, 1918, 184 S.
- 39 In der Alarmkoje von U 35. Fechter, Hans [Marine-Oberingenieur].	Berlin: Ullstein, 1918, 151 S.
- 40 Das Fliegerbuch: Flugabenteuer an allen Fronten. Mit Beiträgen von Armin von Bismarck, Oberleutnant Sieverts, Leutnant Jaeschke, und andern Fliegeroffizieren. Berlin: Ullstein, 1918, 187 S. Inhalt
- 41 Die Abenteuer des Dandy-Hunnen: von Genua übers Weltmeer ins dunkelste London. Maglic, Konstantin [k.u.k. Linienschiffsleutnant]. Berlin: Ullstein, 1918, 187 S.
- 42 Die Wölfe. Mein sibirisch-kaukasisches Abenteuerbuch (auch: Eine deutsche Flucht durch Sibirien). Volck, Herbert. Berlin: Ullstein, 1918, 250 S.